# قمة الكوريتين 2018
قمة الكوريتين 2018 ((هانغل: 2018년 남북정상회담; هانجا: 2018年 南北頂上會談)) هي قمة كورية عقدت في يوم 27 أبريل 2018،  على الجانب الكوري الجنوبي من المنطقة الأمنية المشتركة، بين مون جاي إن، رئيس كوريا الجنوبية، وكيم جونغ أون، الزعيم الأعلى لكوريا الشمالية. كانت هذه القمة الثالثة بين الكوريتين بعد الأولى بسنة 2000 والثانية بسنة 2007. وكانت هذه هي المرة الأولى منذ نهاية الحرب الكورية في عام 1953 التي دخل فيها زعيم كوري شمالي أراضي الجنوب. عبر الرئيس مون أيضا لفترة وجيزة إلى أراضي كوريا الشمالية. تركز القمة على برنامج الأسلحة النووية لكوريا الشمالية وإخلاء شبه الجزيرة الكورية من الأسلحة النووية.
أعلن الشمال بعد القمة عن توحيد التوقيت المحلي بين الشمال والجنوب، بتقديم الساعة 30 دقيقة؛ وذلك بعدما كانت سلطات الشمال قد اتخذت قرارًا بتغيير التوقيت في 2015.

## روابط خارجية
- قمة الكوريتين 2018 الموقع الرسمي لقمة الكوريتين 2018 (بالإنجليزية)
- قمة الكوريتين 2018 الموقع الرسمي لقمة الكوريتين 2018 (بالكورية)
- النص الكامل للاتفاقية باللغة الإنجليزية